# Paul Berryer
Paul Marie Clément Berryer (Luik, 4 mei 1868 - Spa, 14 juni 1936) was een Belgisch politicus en minister voor de Katholieke Partij.

## Levensloop
Berryer was doctor in de rechten en advocaat aan de balie van Luik. Hij was senator voor het arrondissement Luik (1908-1936) voor de Katholieke Partij. 
Berryer werd minister van Binnenlandse Zaken (1910-1918) en van Binnenlandse Zaken en Volksgezondheid (1921-1924).
In 1918 werd Paul Berryer benoemd tot minister van Staat.
Hij was de vader van de diplomaat Joseph Berryer.

## Publicaties
- Le monopole de l'alcool, Luik, 1898
- Unions professionnelles, Luik, 1898
- De 1884 à 1900, Brussel, 1900
- Pourquoi pas socialistes? Le socialisme économique. Le socialisme politique et parlementaire, Brussel, 1902